# Nhà thờ chính tòa Bilbao
Nhà thờ chính tòa Santiago hay còn gọi là nhà thờ chính tòa Bilbao (tiếng Tây Ban Nha: Catedral de Santiago; tiếng Basque: Donejakue Katedrala) là nhà thờ chính tòa Công giáo ở thành phố Bilbao được công nhận là nhà thờ chính tòa năm 1950.

## Hình ảnh

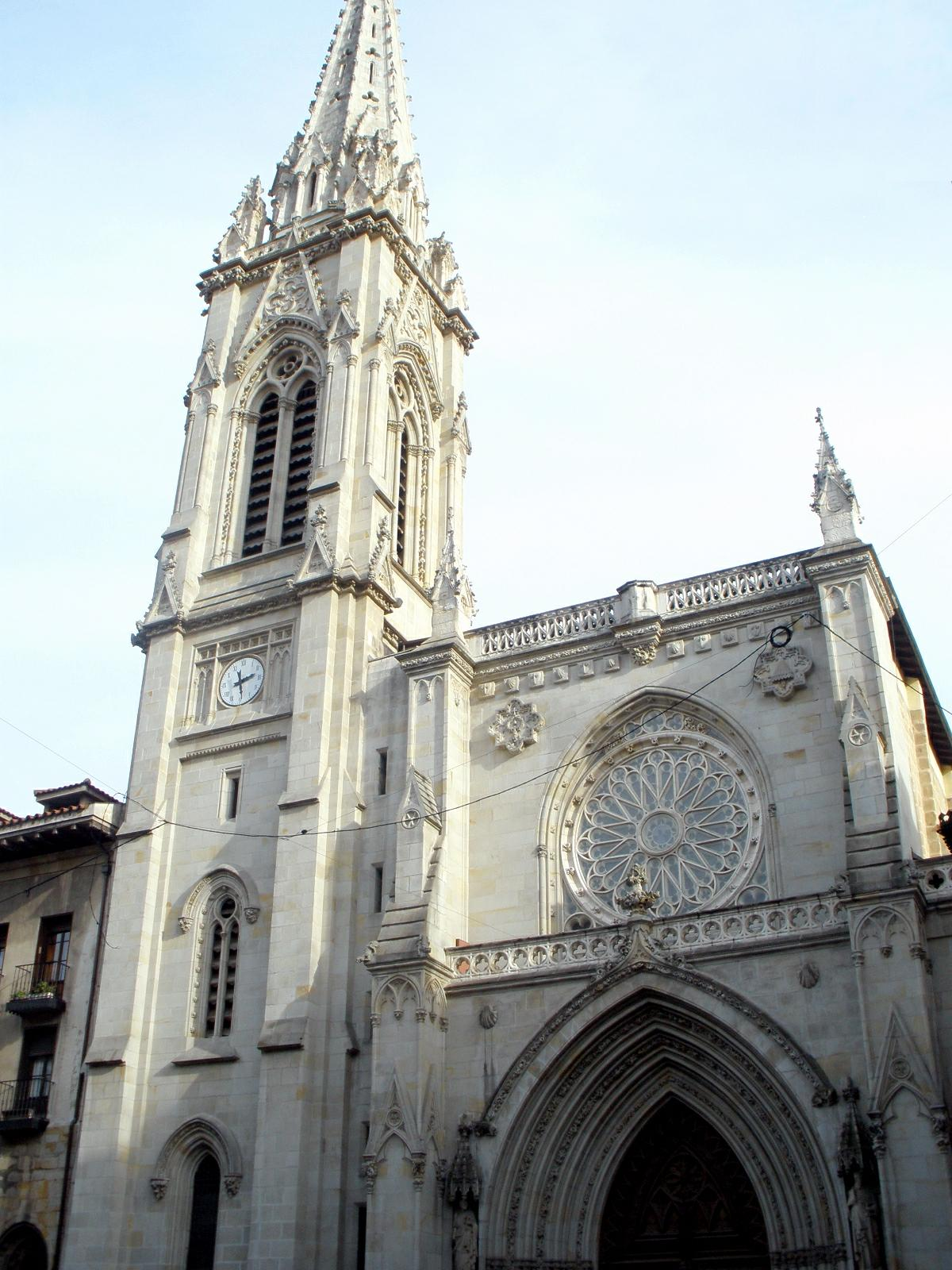
Mặt tiền và chóp
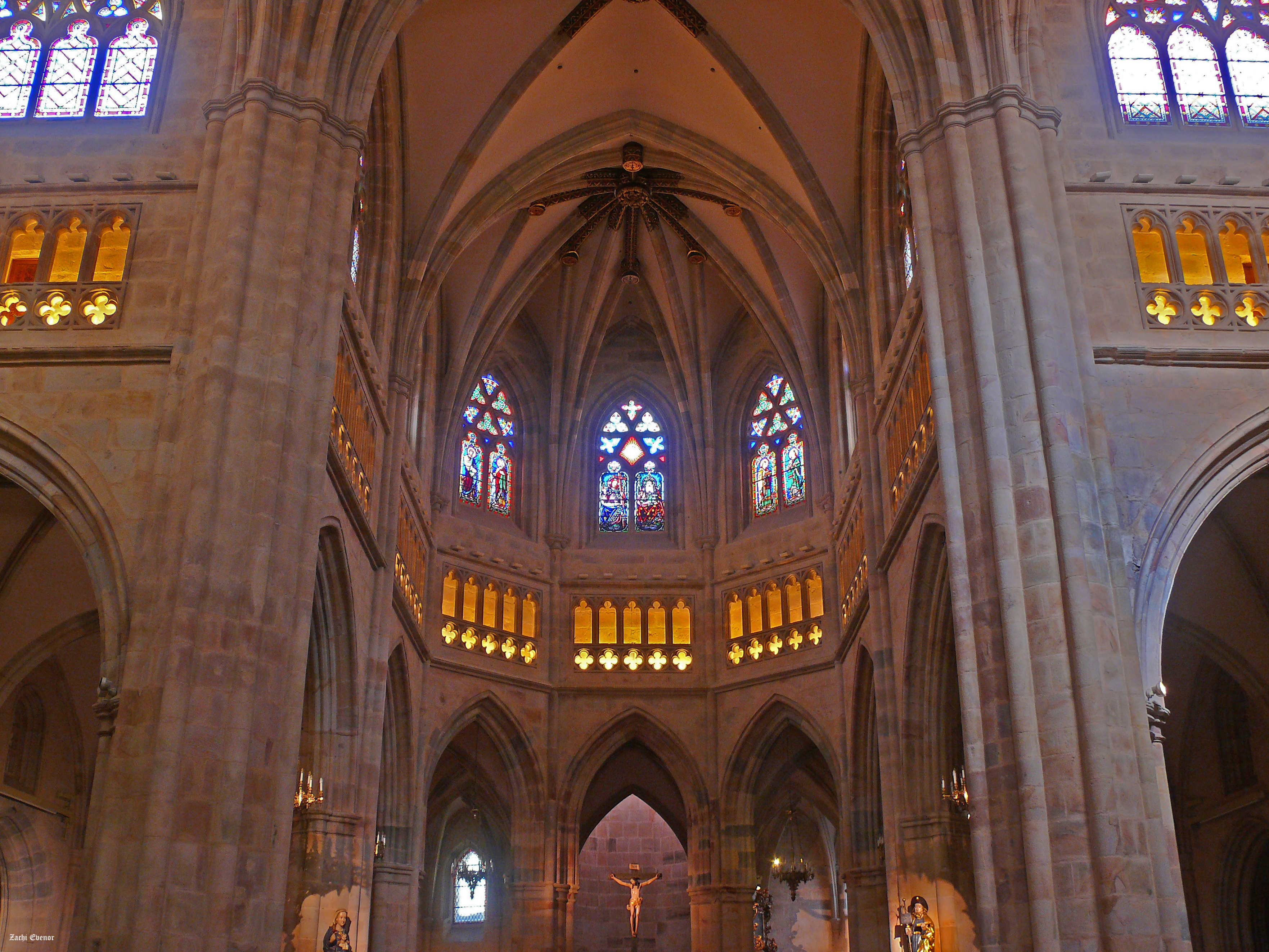
Cảnh bên trong, dàn hợp xướng